# Ilià Prigogin
Ilià Romànovitx Prigogin (en rus: Илья́ Рома́нович Приго́жин), també conegut com a Ilya Prigogine segons la transcripció francesa (Moscou, Rússia, 25 de gener de 1917 -Brussel·les, Bèlgica, 28 de maig de 2003), fou un químic i professor universitari belga, d'origen soviètic, guardonat amb el Premi Nobel de Química l'any 1977.

## Biografia
Va néixer el 25 de gener de 1917 a la ciutat de Moscou. Va fugir amb la seva família l'any 1921 després de la constitució de l'URSS fins a l'Europa Occidental, els quals s'establiren a Bèlgica a partir del 1929. Va estudiar química a la Universitat Lliure de Brussel·les, d'on fou professor de fisicoquímica i física teòrica a partir de 1947. Posteriorment fou nomenat catedràtic de química a la Universitat de Chicago i catedràtic d'enginyeria química la Universitat de Texas, on l'any 1967 va fundar l'Institut de Mecànica Estadística i Termodinàmica.
El 1959 fou nomenat director de l'Institut Internacional Solvay de Brussel·les, i el 1989 fou nomenat vescomte pel rei Balduí. Va morir el 28 de maig de 2003 a la seva residència de Brussel·les.

## Recerca científica
Especialista en termodinàmica, va realitzar investigacions teòriques sobre l'expansió de la termodinàmica clàssica en l'estudi dels processos irreversibles amb la teoria de les estructures dissipatives.
L'any 1977 fou guardonat amb el Premi Nobel de Química pels seus estudis sobre la termodinàmica de reaccions irreversibles, en especial per la teoria de les estructures dissipatives.